# SilverHawks
SilverHawks (ou Falcões de Prata)  é uma série televisiva de animação da Rankin/Bass,  distribuída pela Lorimar-Telepictures em 1986. A série foi produzida pela Pacific Animation Corporation. No total, foram ao ar 65 episódios em uma temporada única durante todo o ano de 1986.
O universo fictício de SilverHawks foi desenvolvido em consonância com o universo da série anterior, ThunderCats e assim como ThunderCats, SilverHawks também foi lançado em história em quadrinhos pela selo Star Comics da Marvel Comics.
Atualmente, a Warner Bros. (que comprou a Lorimar em 1989) detém os direitos da série.

## Historia
Com o sucesso dos Thundercats a Rankin/Bass resolveu investir nas séries de super-heróis, então criou uma espécie de "ThunderCats do futuro" ao invés de felinos guerreiros, surgiram heróis biônicos e com asas de metal, os SilverHawks.

## Poderes
Os SilverHawks tinham inúmeros poderes como voar em asas de prata ou lutar com nervos de aço. Parte metal, parte de carne e osso, esses guerreiros sacrificavam seus corpos humanos, modificando-os para suportar as longas jornadas até a Galaxia de Limbo, para onde foram enviados para defender o Universo do Monstro Estelar e seu bando intergalático: Lagartão, Serrivel, Minotauro, Terremoto, Molecular, Trapaceiro, Da Pesada e a "Loucura Musical da Melodia".

## Personagens

### Heróis
SilverHawks originais
- Comandante Stargazer: um velho e enrugado policial espacial com capacidades biônicas graças a implantes mecatrônicos instalados em seu corpo. Ele capturou o Monstro Estelar vários anos atrás, mantendo-o preso no Planeta Penal 10. Mais velho que os outros SilverHawks, deseja voltar à Terra para tirar férias ou aposentar-se de forma permanente. Ele serve principalmente como "olhos e ouvidos" para os SilverHawks enquanto os mantém notificados da situação atual. Aparentemente, seu nome é Burt, e possui um pássaro robótico chamado Sly Bird.

- Quicksilver: o Tenente Jonathan Quick é o ex-chefe da Força Interplanetária H e atual líder de campo dos SilverHawks. Tem como companheiro um pássaro robô chamado "Falcão Biônico" ("Tally Hawk" no original inglês). Sua armadura, cujas "armas especiais" são dois pequenos canhões laser em seus ombros, tem a tonalidade de prata mais clara do quinteto.

- Bluegrass: o Coronel Bluegrass é o principal piloto do grupo e também é um típico vaqueiro. Ele pilota a nave da equipe, Maraj, que possui um sistema de navegação autônoma a quem ele chama afetivamente "Belezinha". Tem como hobby tocar guitarra, a qual usa também como instrumento de batalha (sob o nome Sideman) em conjunto com seu laço e manobras de montaria. Bluegrass é o único dos SilverHawks que não pode voar (assim como o velho Comandante Stargazer), visto que sua armadura em tom azulado não possui nem a máscara de falcão nem as estruturas em forma de asa que permitem voo.

- Steelheart e Steelwill: os Sargentos Emily e Will Hart são irmãos gêmeos. São os únicos SilverHawks que tiveram seus verdadeiros corações orgânicos substituídos por próteses de aço inoxidável durante a transformação. Têm poderes telepáticos, o que lhes confere um tipo de "elo psíquico" em suas mentes - como, por exemplo, um pressentir riscos e situações vividos pelo outro. Ambos utilizam uma armadura de tonalidade cinza-escuro, e suas armas-pássaro são Stronghold e Rayzor respectivamente. A máscara de Steelwill, diferentemente das máscaras usadas pelos outros SilverHawks, assemelha-se a um capacete de futebol americano.

- CopperKid: o único não-humano do quinteto, é um gênio matemático do Planeta dos Mímicos. Sua face é pintada sob a aparência de um mímico. Ele não sabe falar, só se comunica em tons e assobios matematicamente calculados. CopperKid é uma acrobata natural e sua armadura de cobre tem como "armas especiais" dois discos instalados nas coxas, os quais ele lança como frisbee. Sua arma-pássaro chama-se Mayday. Ao final de cada episódio, ele responde perguntas em testes de astronomia elaborados por Bluegrass, que é seu melhor amigo, como forma de aprendizado para tornar-se um futuro piloto da nave Maraj (vários episódios mostram-no seguindo perfeitamente os passos de Bluegrass, embora infreqüentemente).

SilverHawks novatos
- Hotwing: um SilverHawk de pele negra e armadura dourada que foi adicionado no meio do desenho. Mágico e ilusionista qualificado, ele recebeu seus poderes de uma força de energia mística que o "escolheu" para portar seus poderes para lutar contra a injustiça. Ele tem que recarregar estes poderes um pouco todos os anos, caso contrário, morrerá. Um momento notável foi quando Zico, o Bico, enganou a força mística para que esta lhe concedesse tais poderes que resultariam na morte de Hotwing. Possui uma arma-pássaro chamada Gyro.

- Moonstryker: um SilverHawk na cor turquesa que pode impulsionar-se através do espaço por um ciclone poderoso gerado de hélices que emergem de sua cintura. Ele é um tanto arrogante e convencido, mas excelente atirador, como demonstrado quando atingiu uma caneta da mão de Stargazer, lançando-a espaço afora, quando eles se conheceram no episódio "Battle Cruiser". Seu companheiro de luta é o falcão Tailspin.

- Flashback: um SilverHawk de armadura verde vindo de um futuro distante. Ao conhecer a versão "muito mais velha" do Comandante Stargazer, que lhe revelou o fatídico dia da morte dos SilverHawks, Flashback voltou no tempo para salvá-los de uma explosão solar. Ele também viajou ao "passado" para impedir que Da Pesada destruísse os SilverHawks (ele sabotou o Maraj durante o "sono" cibernético dos heróis em sua rota para a Terra, fazendo a nave ir ao Sol). Tem como aliado o falcão Backlash. Diferentemente dos outros SilverHawks, sua máscara não pode ser ajustada para erguer ou descer, sendo fixada na metade superior de seu rosto escondendo seus olhos.

- Condor: um antigo aliado do Comandante Stargazer, a quem Condor chama "Olhar" ("Gaze" no idioma original inglês). Veste uma armadura avermelhada. Condor é o típico "lobo solitário" e trabalhou em Bedlama como detetive particular. Em lugar de asas ele tem partes corporais cibernéticas semelhantes às de Stargazer, e também uma espécie de jetpack (mochila a jato) implantada nas costas, onde também se localiza sua máscara. Condor fala com sotaque similar a Humphrey Bogart e utiliza a arma-pássaro Jet Stream.

Outros
- Seymor: ele é o personagem "suporte cômico" da série, ele um cabo espacial que constantemente diz "Entende o que eu digo?". Ele tem uma espécie de táxi espacial que transporta os SilverHawks sempre que eles precisam. Este personagem parece ter sido inspirado no fictício cientista Space Cabbie, dos anos 1950.

- Zico, o Bico (Zeek): amigo de Seymor, é um estranho alienígena verde com aparência de uma águia. Ele acompanha freqüentemente Seymor em seus passeios de táxi. Suas falas mais conhecidas são seu grito "Zeek!" e a frase "Quer comprar um peixe?"

- Harry: um robô que trabalha como garçom em Fence, usualmente visto servindo bebidas oriundas do planeta Limbo.

- Professor Força (Professor Power): ele mora e trabalha no Sol Artificial, a que controla. Aliado dos SilverHawks, prestou-lhes grandes ajudas em inúmeras ocasiões (sua atuação mais notável foi no episódio do amplificador de âmbar).

- Sanders: o governador de Bedlama, uma planeta similar à Terra.

- Monotonia (Monotone): o super-computador que sozinho controla e governa todo o planeta Automata.

- Informante Grod (Grod the Informer): aparece no episódio 32 informando a mafiosos espaciais sobre a "Pedra Salvadora", que supostamente valeria uma grande fortuna.

- Lorde Grana (Lord Cash): governa o planeta Dolar, onde existe muito dinheiro de Limbo. É amigo dos SilverHawks.

- Nota Preta (Gotbucks): chefe da segurança de Dolar e amigo pessoal de Lorde Grana.

### Vilões
Monstro Estelar e sua gangue
- Monstro Estelar (Mon*Star): poderoso e cruel mafioso espacial que escapou de sua cela no Planeta Penal 10, onde fora capturado e selado há muitos anos pelo Comandante Stargazer. Sua aparência básica é de um musculoso leão antropomórfico com corpo repleto de cabelos negros, juba e barba vermelhos, além de usar sobre seu olho esquerdo um tapa-olho com o emblema da Estrela Limbo. De forma análoga ao vilão Mumm-Ra - inimigo dos ThunderCats, que recita a frase "Antigos Espíritos do Mal, transformem esta forma decadente em Mumm-Ra, o de Vida Eterna!" -, Monstro Estelar toma para si o poder da Galáxia Limbo ao recitar a frase "Raio estelar do Limbo...Me dê o poder! O músculo! A ameaça do Monstro Estelar!" enquanto banha-se na aura energética maligna emanada pela Estrela Limbo, transformando-se numa criatura de aparência imponente revestida em uma armadura avermelhada repleta de espinhos, além de propulsores a jato em seus cotovelos - nesta armadura ele recupera seu olho esquerdo, que ganha a habilidade de disparar um poderoso raio laser chamado Estrela de Luz (Light Star no original inglês). Ele pilota a nave Sky-Runner, que tem a aparência de uma lula espacial gigante, e tem como mascote o gárgula negro Sky Shadow, que pode assumir a forma de uma espada negra nas mãos de seu dono. Sua principal meta é destruir o Comandante Stargazer e os SilverHawks e tornar-se o supremo soberano do universo.

- Lagartão (Yes-Man): uma espécie de homem-cobra, é o principal ajudante do Monstro Estelar e um estereotípico "puxa-saco de chefe". Conhecido por constantemente dizer de maneira sibilada "Oh ssim, Chefe... ssim". Em um episódio, Lagartão absorve, juntamente com Monstro Estelar, uma parte do poder maligno emitido pela Estrela Limbo, ganhando incríveis capacidades telepáticas e as ambições cruéis de seu chefe - o que gerou uma grande inimizade entre os dois vilões até Lagartão perder seus poderes.

- Da Pesada (Hardware): o cérebro intelectual e armamentista da quadrilha de Monstro Estelar, é um ser que parece um cruzamento de duende, sapo e chimpanzé, de baixa estatura física nas cores roxa e branca com "cabelos" avermelhados. Um inventor inteligente e talentoso, carrega uma mochila cheia de armas e equipamentos criados por ele mesmo para usar contra os SilverHawks. Por sua genialidade nata e perícia no manuseio de armas, Da Pesada é considerado o mais perigoso e articulado servo de Monstro Estelar - possivelmente, antagonizando à inteligência e esperteza de CopperKid. Pilota a nave-pássaro Prowler.

- Madame Melodia: uma nefasta "dama da música" que serve como antagonista a Bluegrass, visto que ambos possuem habilidades musicais de batalha. Ela costuma provocar caos e destruição por onde passa. Sua arma primária é o sintetizador musical chamado Sound Smasher. Sua aparência e vestimenta são uma versão extravagante de uma típica roupagem de cantor de rock: Melodia possui cabelos tingidos em dois tons de verde, um curto vestido preto com um cinto vermelho para conectar-se a seu sintetizador, longas luvas vermelhas, cinta-liga metade roxo escuro e metade cor-de-rosa claro e óculos com armação vermelha em forma de nota musical e grossas lentes na cor azul-escuro que ela nunca retira. Curiosidade: no episódio intitulado "A Corrida Interestelar", Melodia rouba a nave de CopperKid. Acreditando que Melodia falhou em detê-lo, Monstro Estelar dispara um raio vaporizador em sua direção. Mesmo a nave sendo atingida, não se sabe como Melodia continuou aparecendo no desenho - possivelmente numa sequência talvez editada na produção do episódio, a vilã percebeu a aproximação do raio vaporizador e pulou da nave.

- Serrível (Buzz-Saw): um monstruoso robô na cor dourada cujas principais armas são as cinco serras circulares que adornam seus braços, ombros e cabeça - com destaque para as serras adaptadas em ambos os braços, as quais também podem ser disparadas como projéteis de longo alcance. Ele fala com um tom de voz metálico extremamente agudo e pilota a nave-pássaro Shredator.

- Tornado (Windhammer): um terrorista ambiental com um diapasão enorme que permite-lhe gerar e manipular ataques baseados em elementos naturais. Tem aparência humanóide com roupagem marrom, pele azulada, cabelos loiros e orelhas pontudas como de um elfo. Pilota a nave-pássaro Aero-Crusher.

- Molecular (Mo-Lec-U-Lar): ele pode mudar sua aparência e tornar-se invisível através da manipulação de sua própria estrutura molecular. Sua aparência padrão é a de um corpo humanóide composto de várias esferas arranjadas no estilo de uma estrutura bioquímica de coloração cobre. Isso faz dele o principal atacante e mestre em disfarces a serviço de Monstro Estelar. Também é capaz de expelir uma substância grudenta para prender e incapacitar suas vítimas. Sua nave-pássaro de combate é a Volt-ure.

- Minotauro (Mumbo Jumbo): um minotauro robô cor-de-bronze que fala pouco (embora ele saiba pronunciar corretamente o nome do Monstro Estelar), preferindo emitir em maioria grunhidos metálicos (que parecem ser claramente entendidos por seus comparsas), e aparenta não ser muito esperto - caindo no conhecido estereótipo de "grande e musculoso, mas pouco inteligente". Ele tem a capacidade de aumentar sua proporção física e, conseqüentemente, sua força de combate. Seu ataque primário (geralmente usado após aumentar seu tamanho) consiste em suster-se sobre suas quatro patas e realizar a clássica "investida de touro" com os chifres eretos em direção ao alvo. Minotauro pilota a nave-pássaro Airshock e rivaliza com a força e tenacidade de Steelheart.

- Trapaceiro (Poker-Face): trabalha para Monstro Estelar mas nem por isso deixa de exigir de seu chefe verdadeiras fortunas para financiar suas invenções e ferramentas contra os SilverHawks. Possui slots de máquinas caça-níqueis em lugar de seus olhos (escondidos atrás de seus enormes óculos escuros), veste um elegante fraque preto e carrega um cajado negro decorado com naipes de baralho. Ele é o ganancioso proprietário do Cassino Nave Estelar ("Starship Cassino" no original inglês), situado no chamado "Limite do Ano-Luz" ("Lightspeed Limit"), fora da jurisdição legal dos SilverHawks.

- Risonho (Smiley): uma obesa múmia-robô pugilista que, há 150 anos, fora derrotado pelo Comandante Stargazer e preso no Planeta Penal 10 por agressão, assalto e incêndio, mas trazido de volta à vida por Trapaceiro para servir como instrumento de batalha a serviço de Monstro Estelar. Ele é o campeão peso-pesado invicto da Galáxia do Limbo, podendo agir e pensar por si mesmo ou controlado à distância por um controle remoto. Foi inicialmente usado por Trapaceiro como atração no Cassino Nave Estelar, derrotando sozinho Minotauro e Serrível, mas posteriormente foi usado por Monstro Estelar contra os SilverHawks, pelos quais acabou vencido.

Vilões independentes
- Zero - ladrão de memórias, tem um caráter sombrio e um nariz enorme. Ele rouba as memórias de suas vítimas com seu bastão em forma de bengala de gado, registrando-as em fitas cassete. Embora não pertença ao bando de Monstro Estelar, por vezes apareceu trabalhando para este. Apesar de conseguir roubar memórias alheias, estas não o ensinam a utilizar as informações gravadas da mesma forma que suas vítimas as conhecem.

- Parador do Tempo (Timestopper): assim como Zero, é um vilão independente que também aparece algumas poucas vezes a serviço de Monstro Estelar, muito embora não se importe em voltar-se contra o mesmo caso este não lhe pague por seus serviços. Ele é um delinqüente juvenil bastante arrogante e convencido, mas seu grande ponto fraco é sofrer de nictofobia crônica. Seu nome vem do dispositivo em seu peito, que permite-lhe paralisar toda energia cinética e animação de movimento das pessoas ao seu redor (essencialmente, congelar o tempo para eles) por cerca de 1 minuto inteiro. O dispositivo funciona a base de energia luminosa, talvez sendo esta a razão de seu problema de nictofobia.

- Caçador de Recompensas (The Bounty Hunter): ele foi capturado pelo Comandante Stargazer e mantido preso por 200 anos no Planeta Penal 10. Ele já escapou duas vezes de sua prisão: uma vez liberto por Monstro Estelar (no episódio 22) e uma vez escapou por conta própria (no episódio 45). Ele pode absorver energias direcionadas a ele e usá-las para sustentar sua forma física e aumentar seu próprio tamanho, de modo semelhante a Minotauro. Só existem dois tipos de armas capazes de detê-lo: um é a bazuca de energia solar utilizada pelo Comandante Stargazer, o outro é qualquer arma que utilize energia contínua.

O Trio dos Fora-da-Lei de Fence
Normalmente passam a maioria de seu tempo em Fence, o planeta do robô Harry, jogando cartas juntos. Às vezes executam serviços sujos para Monstro Estelar, quando nestas ocasiões acabam regularmente traídos por seus "amigos" Trapaceiro e Madame Melodia.
- Bandido Espacial (The Spacial Bandit): o líder do trio, é um tipo de assassino espacial profissional meio homem e meio máquina.

- Rinoceronte (Rhino): mutante com aparência de rinoceronte, como seu nome indica.

- Ciclope (Cyclops): possui corpo esférico semelhante a um balão. Isso faz dele o mais fraco do trio pois ao ser atingido por um golpe sai voando e perdendo seu ar, ao estilo de um balão.

Outros vilões
- Cascavel (Rattler): tio do Lagartão, é um criminoso ambicioso que desafiou Monstro Estelar pelo comando do crime no Limbo. Temendo pela vida do tio, Lagartão tenta, em vão, convencê-lo a fugir enquanto ainda há tempo. Quando isso falha, Lagartão tenta atrasar a transformação de Monstro Estelar, mas a batalha eventualmente acontece e Monstro Estelar vence. Os SilverHawks convencem o vilão a deixá-los levar Cascavel para o Planeta Penal 10. No final, Monstro Estelar intimida Lagartão e diz-lhe que a quadrilha é a sua única família. Cascavel só apareceu no episódio 63, "Uncle Rattler".

## Dublagem
A série foi dublada no Brasil pelo extinto estúdio carioca Herbert Richers. 
| Personagem                            | Estados Unidos (original) | Brasil                                          |
| ------------------------------------- | ------------------------- | ----------------------------------------------- |
| Comandante Burt Stargazer             | Bob McFadden              | Garcia Neto                                     |
| Quicksilver (Tentente Jonathan Quick) | Peter Newman              | Francisco José Corrêia                          |
| Steelheart (Sargento Emily Hart)      | Maggie Wheeler            | Carmen Sheila                                   |
| Steelwill (Sargento Will Hart)        | Bob McFadden              | Júlio Chaves                                    |
| Coronel Bluegrass                     | Larry Kenney              | Mário Jorge Andrade                             |
| Moonstriker                           | não divulgado             | Garcia Júnior                                   |
| Condor                                | não divulgado             | Roberto Macedo                                  |
| Flashback                             | não divulgado             | Helíobas Ribeiro                                |
| Hotwing                               | Adolph Caesar             | Júlio César                                     |
| Monstro Estelar (Mon*Star)            | Earl Hammond              | Sílvio Navas                                    |
| Lagartão (Yes-Man)                    | Bob McFadden              | Ionei Silva (1ª voz) e Mário Monjardim (2ª voz) |
| Madame Melodia                        | Maggie Wheeler            | Sônia Ferreira                                  |
| Da Pesada (Hardware)                  | Bob McFadden              | Amaury Costa                                    |
| Serrível (Buzz-Saw)                   | Peter Newman              | Antônio Patiño                                  |
| Molecular (Mo-Lec-U-Lar)              | Doug Preis                | Newton Apollo                                   |
| Trapaceiro (Poker-Face)               | Larry Kenney              | Marcos Miranda                                  |
| Tornado (Windhammer)                  | Doug Preis                | Paulo Flores                                    |
| Seymour                               | Peter Newman              | Orlando Prado                                   |
| Zico (Zeek)                           | não divulgado             | Paulo Pinheiro                                  |
| Parador do Tempo (Timestopper)        | Peter Newman              | Carlos Marques                                  |

## Episódios (em português)
- Nesta listagem constam os episódios da série com títulos em português. As datas que os acompanham referem-se à primeira exibição de cada um em seu país original, os Estados Unidos.

- 1. A Origem — 8 de setembro de 1986
- 2. Viagem a Limbo — 9 de setembro de 1986
- 3. O Engolidor de Planetas — 10 de setembro de 1986
- 4. Salve o Sol — 11 de setembro de 1986
- 5. Detenham o Parador do Tempo — 12 de setembro de 1986
- 6. O Pássaro Negro — 15 de setembro de 1986
- 7. Plano Terrível — 16 de setembro de 1986
- 8. A Ameaça de Dritt — 17 de setembro de 1986
- 9. A Super Nave — 18 de setembro de 1986
- 10. Atração Magnética — 19 de setembro de 1986
- 11. O Escudo de Ouro — 22 de setembro de 1986
- 12. Zero, o ladrão de memórias — 23 de setembro de 1986
- 13. A Fuga — 24 de setembro de 1986
- 14. A Armadilha, Parte 1 — 25 de setembro de 1986
- 15. A Armadilha, Parte 2 — 26 de setembro de 1986
- 16. Corrida Contra o Tempo — 29 de setembro de 1986
- 17. Operação Gelo — 30 de setembro de 1986
- 18. A nave fantasma — 1 de outubro de 1986
- 19. A grande corrida interestelar — 2 de outubro de 1986
- 20. Fantascreen — 3 de outubro de 1986
- 21. Hotwing vai a Limbo — 6 de outubro de 1986
- 22. O Caçador de Recompensas — 7 de outubro de 1986
- 23. Zeek, o atrapalhado — 8 de outubro de 1986
- 24. O Caça — 9 de outubro de 1986
- 25. O Herói Renegado — 10 de outubro de 1986
- 26. Um Por Um — 13 de outubro de 1986
- 27. Chega de Ser um Bom Moço — 14 de outubro de 1986
- 28. Música das Esferas — 15 de outubro de 1986
- 29. Clementina — 16 de outubro de 1986
- 30. Contagem Regressiva — 17 de outubro de 1986
- 31. O Amplificador Amber — 20 de outubro de 1986
- 32. A Pedra Salvadora — 21 de outubro de 1986
- 33. Sorriso — 22 de outubro de 1986
- 34. Mais Pratas — 23 de outubro de 1986
- 35. A Melodia da Sereia — 24 de outubro de 1986
- 36. A Volta de Falcão Biônico — 27 de outubro de 1986
- 37. Disfarçado — 28 de outubro de 1986
- 38. Olho do Infinito — 29 de outubro de 1986
- 39. A ação continua — 30 de outubro de 1986
- 40. Recordações — 31 de outubro de 1986
- 41. Super Pássaros — 3 de novembro de 1986
- 42. A Porta Azul — 4 de novembro de 1986
- 43. O Planeta Bedlama — 5 de novembro de 1986
- 44. O Mágico — 6 de novembro de 1986
- 45. A Volta do Caçador de Recompensas — 7 de novembro de 1986
- 46. A Perseguição — 10 de novembro de 1986*
- 47. A Troca — 11 de novembro de 1986
- 48. O Cão de Sucata — 12 de novembro de 1986
- 49. Janela do Tempo — 13 de novembro de 1986
- 50. A Guerra, Parte 1 — 16 de novembro de 1986
- 51. A Guerra, Parte 2 — 17 de novembro de 1986
- 52. Ataque Ardiloso, Parte 1 — 18 de novembro de 1986
- 53. Ataque Ardiloso, Parte 2 — 19 de novembro de 1986
- 54. A Estrela — 20 de novembro de 1986
- 55. O Alfinete — 21 de novembro de 1986
- 56. A Queima — 24 de novembro de 1986
- 57. Batalha Naval — 25 de novembro de 1986
- 58. Mundo Pequeno — 26 de novembro de 1986
- 59. O Incêndio — 27 de novembro de 1986
- 60. A Recuperação de Stargazer — 28 de novembro de 1986
- 61. O Destruidor Invisível — 1 de dezembro de 1986
- 62. A Guerra — 2 de dezembro de 1986
- 63. Tio Cascavel — 3 de dezembro de 1986
- 64. O Poder de Zico — 4 de dezembro de 1986
- 65. Show Aéreo — 5 de dezembro de 1986

## Outras aparições

#### ThunderCats (2011)
Monstro Estelar de SilverHawks e Mako de TigerSharks (série que não foi exibida no Brasil) aparecem no episódio Legacy do reboot dos ThunderCats, lançado em 2011.

### Reboot
Em julho de 2021, foi anunciado que um reboot de Silverhawks está em desenvolvimento.